# Melese flavipuncta
Melese flavipuncta là một loài bướm đêm thuộc phân họ Arctiinae, họ Erebidae.